# 弓島隆子
弓島 隆子（ゆみしま たかこ）は、過去にコナミデジタルエンタテインメントに所属していたゲームミュージック作曲家。

## 概要
６歳よりエレクトーンを始め、作曲家を志す。相愛大学音楽学部創作演奏専攻卒業後、コナミ（現コナミデジタルエンタテインメント）でゲームミュージックコンポーザーとして、主にパワプロ・パワポケシリーズの作曲を担当。2008年Sound & Recording MagazineのCorneliusリミックスコンテストにて佳作を受賞。現在はフリー作曲家として活動中。

## 作品

### コナミ在籍時
- 実況パワフルプロ野球シリーズ
- パワプロクンポケットシリーズ

### 主題歌
- 実況パワフルプロ野球11
  - Pride(東野純直) - OP
- 実況パワフルプロ野球14
  - Shining Road(MAKI) - OP
  - Go with the wind～かけがえのないボクらの日々～ - ED